# ۱۲۲۶ (خورشیدی)
۱۲۲۶ هزار و دویست و بیست و ششمین سال هجری خورشیدی، سالی کبیسه است.

## مناسبت‌ها
- ۱۰ خرداد - امضای دومین عهدنامه ارزروم میان ایران و عثمانی

## زادگان
محمد غفاری نقاش ایرانی
محمدولی تنکابنی، رئیس الوزرای ایران